# Jewhenij Kusznariow
Jewhenij Petrowycz Kusznariow, ukr. Євгеній Петрович Кушнарьов (ur. 29 stycznia 1951 w Charkowie, zm. 17 stycznia 2007 w Iziumie) – ukraiński polityk, wieloletni działacz partii komunistycznej, szef Administracji Prezydenta Ukrainy (1996–1998).

## Życiorys
Z wykształcenia inżynier budownictwa, studia ukończył w Charkowie. Początkowo pracował w przemyśle, a od początku lat 80. był etatowym pracownikiem partii komunistycznej. Od 1990 do 1994 sprawował mandat deputowanego do Rady Najwyższej. Był też merem Charkowa, a od 1996 do 1998 szefem Administracji Prezydenta Ukrainy w czasie prezydentury Łeonida Kuczmy. Od 2000 do 2004 pełnił funkcję gubernatora obwodu charkowskiego, a w latach 2004–2005 kierował radą obwodową, w której zasiadał od 2001. Był pierwszym wiceprzewodniczącym Partii Ludowo-Demokratycznej.
Należał do głównych przeciwników pomarańczowej rewolucji, w trakcie której wzywał do odłączenia się od Ukrainy wschodnich regionów. W 2005 założył własne ugrupowanie pod nazwą Nowa Demokracja, z którym po kilku miesiącach przystąpił do Partii Regionów. Z listy ugrupowania Wiktora Janukowycza w 2006 uzyskał ponownie mandat poselski, obejmując stanowisko zastępcy przewodniczącego frakcji.
Zmarł na skutek postrzelenia w trakcie polowania.

## Odznaczenia
- Order Księcia Jarosława Mądrego klasy III (2004)[3], IV (2002)[4] i V (1998)[5]
- Wielki Oficer Orderu Zasługi (Portugalia, 1998)[6]
- Wielki Oficer Orderu Wyzwoliciela San Martina (Argentyna, 1999)[7]